# Graptemys ernsti
La tortuga mapa de Escambia (Graptemys ernsti) es una especie de tortuga de la familia Emydidae. Es un endemismo de Estados Unidos.